# تشارلي ناش
تشارلي ناش (بالإنجليزية: Charlie Nash)‏ مواليد 10 مايو 1951 في ديري، هو ملاكم أيرلندي يصنف ضمن فئة الوزن الخفيف. شارك في دورة الألعاب الأولمبية الصيفية سنة 1972.

## إحصائيات
خاض خلال مسيرته 30 نزالا، فاز في 25 ولم يتعادل وخسر في 5. فاز بالضربة القاضية في 9 نزالا.

## روابط خارجية
- تشارلي ناش على موقع بوكس ريك (الإنجليزية) (registration required)
- تشارلي ناش على موقع أوليمبيديا (الإنجليزية)